# John Writer
John Henry Writer, född 17 september 1944 i Chicago, är en amerikansk före detta sportskytt.
Writer blev olympisk guldmedaljör i gevär vid sommarspelen 1972 i München.